# Mavia (koningin)
Mavia (Arabisch: ماوية, Māwiyya; ook wel vertaald als Mawia, Mawai, of Mawaiy) was een Arabische koningin die in de vierde eeuw regeerde over een confederatie van semi-nomadische Arabieren. Ze wordt gezien als de "meest machtige vrouw in de late antieke Arabische wereld na Zenobia."
Veel van wat we over Mavia weten is overgeleverd in het werk van Tyrannius Rufinus van Aquileia.

## Biografie
De Tanukhiden waren een losse affiliatie van Arabische nomadische stammen die in de derde eeuw vanuit het Arabisch Schiereiland migreerden naar Syria. Mavia trouwde met Al-Hawari, de laatste koning van de confederatie van de Tanukhiden. Toen hij in 375 zonder een erfgenaam overleed verkreeg zij de leiding over de confederatie en leidde zij haar volk in opstand tegen het Romeinse Rijk. Er wordt aangenomen dat de reden voor de opstand van religieuze aard waren, omdat keizer Flavius Julius Valens, die arianistisch was, weigerde een orthodoxe bisschop te benoemen en in plaats daarvan een ariaan benoemde.

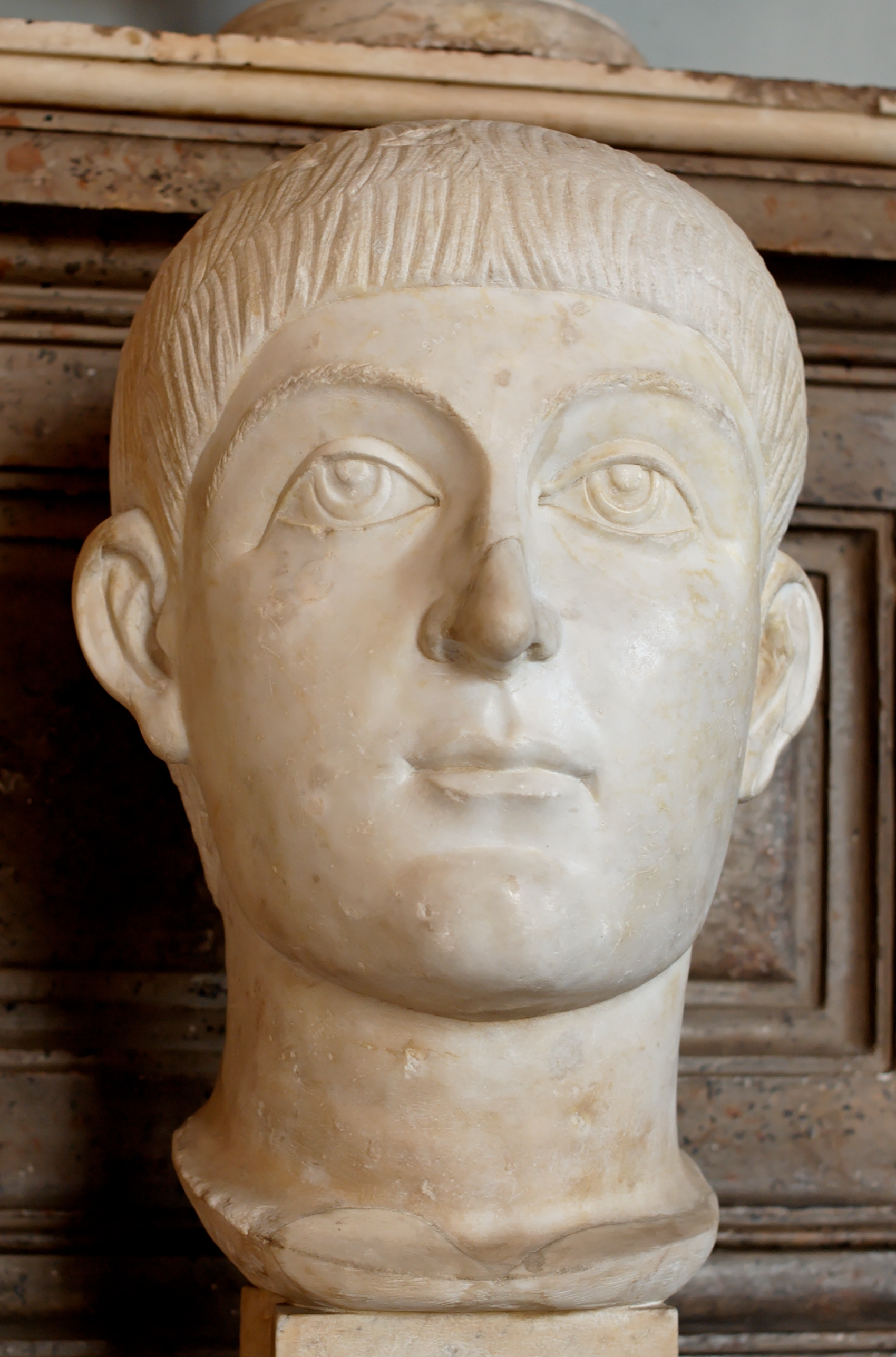
Buste van keizer Valens

Mavia trok zich terug uit Aleppo en begon in de woestijn allianties tussen de nomaden te smeden om in opstand tegen de Romeinen te komen. In 378 vielen haar troepen Palestina binnen tot aan de grenzen van Egypte. Ze paste een guerrillatactiek toe en plaatste vele snelle overvallen op Romeinse plaatsen. Ze was ook de Romeinen in het veld te baas toen de gouverneur van Fenicië erop uitgestuurd werd om met haar af te rekenen. Ook een tweede Romeins leger werd door Mavia verslagen. Door haar overwinningen dwong ze de keizer om met hen een verdrag te sluiten.
Mozes werd benoemd tot de eerste bisschop van de Arabieren en daardoor kon zich een onafhankelijke Arabische kerk ontwikkelen. Mavia's dochter, Khadisat, trouwde nadat de vrede was gesloten met de Romeinse generaal Victor. Na de dood van Valens gaf keizer Theodosius I de voorkeur aan de Gothen die de positie van Arabieren in het leger overnamen wat tot kwaad bloed leidde bij Mavia. In 383 kwam ze opnieuw in opstand tegen de Romeinen. Dit keer wisten de Romeinen wel te triomferen en werd er een einde gemaakt aan de bondgenootschap tussen de Tanukhiden en de Romeinen. Het is echter onbekend of Mavia ook deze opstand leidde. Ze overleed in 425 in Anasartha.